# Hyla molitor
Hyla molitor là một loài ếch thuộc họ Nhái bén.